# Bytoń (gemeente)
De gemeente Bytoń is een landgemeente in het Poolse woiwodschap Koejavië-Pommeren, in powiat Radziejowski.
De zetel van de gemeente is in Bytoń.
Op 30 juni 2004 telde de gemeente 3823 inwoners.

## Oppervlakte gegevens
In 2002 bedroeg de totale oppervlakte van gemeente Bytoń 73,35 km², waarvan:
- agrarisch gebied: 80%
- bossen: 6%

De gemeente beslaat 12,08% van de totale oppervlakte van de powiat.

## Demografie
Stand op 30 juni 2004:
| Omschrijving                   | Totaal | Totaal | Vrouwen | Vrouwen | Mannen | Mannen |
| ------------------------------ | ------ | ------ | ------- | ------- | ------ | ------ |
| eenheid                        | aantal | %      | aantal  | %       | aantal | %      |
| inwoners                       | 3823   | 100    | 1900    | 49,7    | 1923   | 50,3   |
| bevolkingsdichtheid (inw./km²) | 52,1   | 52,1   | 25,9    | 25,9    | 26,2   | 26,2   |

In 2002 bedroeg het gemiddelde inkomen per inwoner 1276,81 zł.

## Administratieve plaatsen (sołectwo)
Borowo, Budzisław, Bytoń, Czarnocice, Dąbrówka, Litychowo, Ludwikowo, Morzyce, Nasiłowo, Niegibalice, Nowy Dwór, Pścinek, Pścinno, Stróżewo, Świesz, Wandynowo, Witowo.
Zonder de status sołectwo : Stefanowo.

## Aangrenzende gemeenten
Osięciny, Piotrków Kujawski, Radziejów, Topólka